# Transportujuća ATPaza beta-glukana
Transportujuća ATPaza beta-glukana (EC 3.6.3.42) je enzim sa sistematskim imenom ATP fosfohidrolaza (eksport beta-glukana). Ovaj enzim katalizuje sledeću hemijsku reakciju
ATP + 2O + beta-glukanin {\displaystyle \rightleftharpoons } ADP + fosfat + beta-glukanout
Ova ATPaza ABC-tipa je karakteristična po prisustvu dva slična ATP-vezujuća domena.

## Spoljašnje veze
- Beta-glucan-transporting+ATPase на 